# الكنيسة الأثرية (القصرين)
الكنيسة الأثرية بودرياس   هو معلم أثري تونسي مصنف من قبل المعهد الوطني للتراث يقع في ولاية القصرين  في الوسط الغربي التونسي، تحديدا في مدينة بودرياس تم تصنيف المعلم في يوم 26 جانفي 1893.

## مقالات ذات صلة
- قائمة المعالم الأثرية المصنفة في تونس